# 土御門泰廣
土御門泰廣（日语：／ Tsuchimikado Yasuhiro；1611年6月9日—1652年8月17日）是江户时代初期的公家。

## 经历
于慶長16年（1611年）出生，是陰陽頭土御門久脩长子土御門泰重的长子。于寬永4年（1627年）进行元服并任官，后于寬永13年（1636年）敘爵。土御门家是安倍氏的后裔，世代担任陰陽頭，但从泰廣的父亲那代开始，陰陽頭的职位已被幸德井家所取代。因此泰廣没有担任陰陽頭，而是中務大輔、右衛門佐的職位。慶安2年（1649年）晋升为正四位下，但于慶安5年（1652年）比父亲早逝，享年42岁。

## 官历
- 寬永4年（1627年）12月21日：正六位上右近衛將監兼藏人
- 宽永13年（1636年）12月28日：從五位下
- 宽永14年（1637年）1月22日：中務少輔，4月5日：從五位上
- 宽永15年（1638年）1月5日：正五位下
- 宽永19年（1642年）1月5日：從四位下，1月11日：中務大辅
- 宽永20年（1643年）10月15日：右衛門佐
- 正保3年（1646年）1月5日：從四位上
- 慶安2年（1649年）1月7日：正四位下
- 慶安5年（1652年）7月14日：逝世

## 文化影响
- 《Fate/Samurai Remnant》中以Caster的御主参加圣杯战争，同时亦是盈月之仪的举办者。声优：三上哲。[4]

## 脚注